# イチゴ
イチゴ（苺・覆盆子、英: Strawberry、学名: Fragaria）は、バラ科の多年草。
一見して種子に見える一粒一粒の痩果（）が付いた花托（花床ともいう）部分が食用として供される。甘みがあるため果物として位置づけられることが多いが、草本性の植物であるので野菜として扱われることもある。
通常、可食部の表面は赤色アントシアンにより、赤くなるが、白色の品種もある。2009年に品種登録された和田初こい〈商品名・初恋の香り〉が世界初の白色イチゴとされる。

## 概説
狭義には、オランダイチゴ属の栽培種オランダイチゴ（学名、Fragaria ×ananassaDuchesne ex Rozier）を意味する。イチゴとして流通しているものは、ほぼ全てオランダイチゴ系である。
広義にはオランダイチゴ属 (Fragaria) 全体を指す。英語のstrawberry（ストロベリー）はこの範囲である。バラ科オランダイチゴ属の半落葉性草本であり、北半球の温帯に広く分布しているほか、ハワイ諸島や（南半球の）チリ中南部にも分布している。
さらに最広義には、同じバラ亜科で似た実をつける、キイチゴ属 (Rubus) やヘビイチゴ属 (Duchesnea) を含める。これらを、ノイチゴ、と総称することもある。オランダイチゴ属の二倍体の種にも、この総称に含まれているものがある。
明治時代から広く日本国内各地で生産されるようになったオランダイチゴ属は、日本語では「苺」と表記される場合が多い。
甘酸っぱい風味と香りで、一般に果物として姿も可愛らしく人気は高い。栄養的にも優れ、特にビタミンCが豊富に含まれていることが知られている。

### 系統

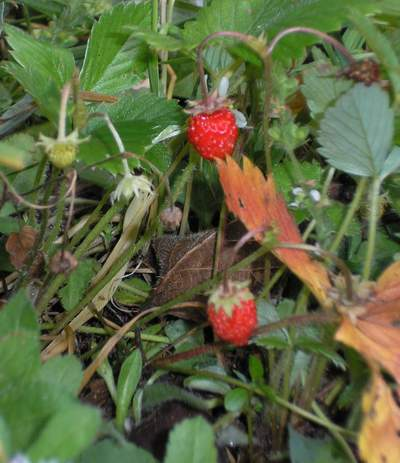
エゾヘビイチゴ

オランダイチゴ属の染色体の基本数は7 (n=7) である。
2倍体 (n=14)
古くはヨーロッパにおいて栽培された種。ベスカやダルトニアナなどがある。
4倍体 (n=28)
中国、チベット、シベリアなどに見られる種。モウピネンシスやオリエンタリスなどがある。
6倍体 (n=42)
6倍体の種はモスカーターの一種が知られており、ヨーロッパ中部からロシアにかけて分布。
8倍体 (n=56)
近代栽培イチゴは8倍体である。

### 特徴
好光性種子である。可食部は花托の発達したものであり、表面に分布する粒々がそれぞれ果実である。このような形態をとるものをイチゴ状果（偽果）という。独特の芳香があり、属名の由来にもなっている。属名のFragariaはラテン語で「香る」の意。
食材としての主な旬は12月 - 6月とされる。かつての旬は、露地栽培の収穫期にあたる春から初夏とされていたが、温室栽培の技術発展に伴って、秋から翌年春まで多く流通するようになった。赤色ができるだけ均一で、表面の粒（果実）がくっきりしていて、ツヤがあるものが市場価値の高い良品とされる。
ビタミンCが豊富である他、抗酸化物質として知られるポリフェノールの一種であるアントシアニンや抗癌作用のあるエラグ酸を含む。
生食の他、ジャムに加工されることも多い。受精すると花托の肥大が始まるが、一部受精していない雌しべがあるとその部位の肥大が弱くなる。したがって形の整った果実を作るためには、全ての雌しべが受粉するようにする。しかし、実際の栽培においては雌しべの先端部が未熟なまま開花するため、均一な成長が行われるために花芽形成期の施肥と温度管理が行われる。

## 語誌
「いちご」の語源ははっきりしない。古くは『本草和名』（918年頃）や『倭名類聚抄』（934年頃）に「以知古」とある。『日本書紀』には「伊致寐姑（いちびこ）」、『新撰字鏡』には「一比古（いちびこ）」とあり、これが古形であるらしい。『本草和名』では、蓬虆の和名を「以知古」、覆盆子の和名を「加宇布利以知古」としており、近代にオランダイチゴが舶来するまでは「いちご」は野いちご全般を指していた。
漢字には「苺」と「莓」がある。これらは異字体で「苺」が本字である。辞典によっては「莓」が見出しになっていて、「苺」は本字としていることがある。現代日本では主に「苺」、中国では「莓」を通常使う。
英語の strawberry（ストロベリー）は「藁 (straw) のベリー (berry)」と解釈できるが、そう呼ぶ理由ははっきりしない。「麦藁を敷いて育てた」「麦藁に包まれて売られていた」「匍匐枝が麦藁に似ている」という説があり、さらに、straw は藁ではなく、散らかす・一面を覆うを意味する strew の古語だという説もある。

## 近代栽培イチゴ（オランダイチゴ）

### 歴史
北半球のヨーロッパやアジアで、古く紀元前から各地に自生していた野生イチゴの採集と利用が行われていたといわれる。スイスのトゥワン遺跡で出土した紀元前3830年から3760年頃の穀物のスープからはイチゴの痩果が発見されている。イチゴの栽培は古代ローマでは既に行われており、14世紀から16世紀にはいくつかの品種が栽培されていた。
近代栽培イチゴであるオランダイチゴは、18世紀にオランダの農園で、北米産のバージニアイチゴ (F. virginiana) とチリ産のチリイチゴ (F. chiloensis) の交雑によって作られた。
北米原産のバージニアイチゴは、探検家や植民者によって16世紀前半から18世紀半ばにかけてヨーロッパへ持ち込まれた種で、植物園を通じてヨーロッパ各地に普及した。一方チリ原産のチリイチゴは、マプチェ族などの先住民によって長年栽培されてきた品種である。チリイチゴは18世紀初頭から19世紀半ばにかけてヨーロッパへ持ち込まれた種で、こちらも植物園を通じてヨーロッパ各地に普及した。
20世紀前半に創業したアメリカ合衆国のDriscoll's社は、イチゴを始めとしたベリー種の栽培で急成長し、世界最大手の企業となった。Driscoll's社の製品はコストコなどの量販店で販売されている。

### 栽培
| 国             | 百万トン |
| -------------- | -------- |
| 中国           | 3.38     |
| アメリカ合衆国 | 1.21     |
| トルコ         | 0.67     |
| メキシコ       | 0.54     |
| エジプト       | 0.47     |
| スペイン       | 0.36     |
| 世界           | 9.18     |

イチゴは土地にあった特有の栽培法を用いることで、世界各地で栽培が行われている。中国・韓国・台湾・日本は多雨湿潤気候に属しており、本来はイチゴの栽培に好適な気候ではないが、ビニール被覆による保温と雨除けを用いた栽培技術が普及している。アジアの熱帯や亜熱帯の地域でもイチゴの栽培が行われている。
摘み取り作業は、色の判断と実を傷つけない繊細な動きが求められることから機械化が難しく、長らく手作業で摘み取られていた。アメリカ合衆国では露地栽培が主流であるため、中腰での作業が長時間続く重労働であり、外国人労働者の仕事であった。しかし不法移民の取り締まり強化や人手不足で賃金が上昇しているため、中腰にならずに済むハウス栽培が増加しているほか、摘み取りからパック詰めまでを単独でこなすロボットの開発が行われている。
イチゴの栽培適温は17 - 20度とされ、連作は可能であるが、酸性土壌には弱い性質をもっている。条件がよければ、一年中花が咲いて実を収穫できる四季成り性品種もある。露地栽培における栽培適期は9月から翌年6月で、秋（9 - 10月）に苗を植え付けて冬を越し、春に実を収穫する。
なお、苺の実は、花の付け根の花托部分が肥大してできた偽果で、表面のつぶつぶが果実になる。前述のとおり、これは痩果といい、種として蒔けば芽がでる。
イチゴは、暖かくなるとランナーと呼ばれる匍匐枝を伸ばし、その先に子苗ができる性質を利用して、ランナー切らずにそのまま育苗ポットに植えて根付かせ、翌年栽培用の新苗をつくる。親株に近い小苗は奇形果が生じやすいことから、栽培では2番目か3番目の小苗が使われる。苗は親株につながっていたランナーとは反対方向に花と実ができるため、植え付けの際には実をならせたい方向に植え、株元のクラウンと呼ばれる小さな葉のようなものが土に埋まらないように浅めにして畝に植え付ける。伝染病予防や保温のために、畝に敷き藁やマルチングを施し、苗が根付くまでに1週間を要するため、水切れを起こさないように管理する。冬越しは、寒さから守るために寒冷紗などのトンネルがけで保護し、追肥は冬越し期間中は行わずに晩秋と早春に行って株を充実させる。春に暖かくなると株は一気に生長し、4月ごろから開花が始まる。開花期に伸びたランナーは実に栄養が集中するようにすべて切り取り、開花から30 - 40日後に実が赤く熟して収穫期を迎えるので、順次収穫する。

### 利用

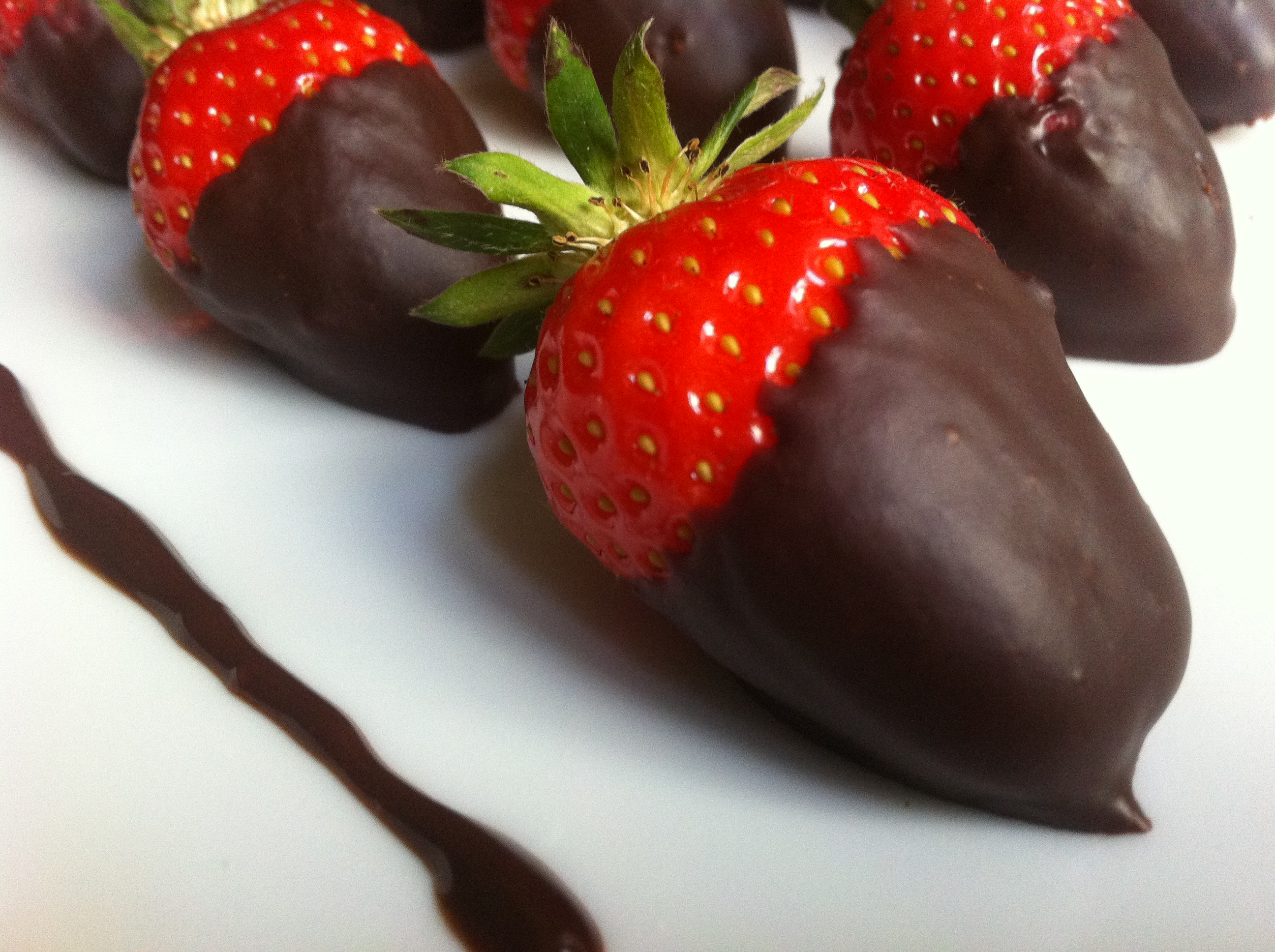
チョコレートイチゴ

生食が定番となっており、コンデンスミルクまたはヨーグルトをかけたもの、イチゴジャム、イチゴジュースなどの材料として利用され、アイスクリームや菓子に練り込まれることも多い。他には、ショートケーキ、タルト、パイなどの洋菓子の装飾・トッピングや、いちご大福などの和菓子の材料としても用いられる。凍結乾燥させたものをチョコレートなどで包んだ菓子も作られている。なお、かき氷のシロップ、牛乳、キャンディーなどのイチゴ味のものの多くはイチゴの成分を全く含まず、酢酸アミル、アネトールなどを配合して作ったイチゴ香料と赤い着色料で表現されている。
実に水がつくとすぐに傷み、日持ちせず保存には向かないため、早めに食べきるのが最もよいが、短期は冷蔵保存、長期はヘタを取ってからポリ袋などに入れて冷凍保存する。

### 栄養素
一般的なイチゴの可食部の成分は、日本の『食品標準成分表』によれば約90%が水分であり、糖質が約10%、タンパク質、食物繊維が約1%であり、総カロリーは100グラム (g) で35キロカロリー (kcal) である。イチゴにはキシリトールが約350ミリグラム (mg) と豊富に含まれている。また、アスコルビン酸（ビタミンC）にも富み、その量はみかんやグレープフルーツをも上回り、キウイ並の量が含まれている。イチゴに含まれるビタミンCは、粒の大きさにもよるが、おおよそ10粒ほど食べると1日に必要とされるビタミンCが摂取できるといわれている。また、葉酸（ビタミンB9）や、カリウム、カルシウム、マグネシウムなどのミネラルも豊富である。イチゴの酸味成分であるクエン酸は、カルシウムの吸収を助ける働きがあるとされ、いちごミルクにした牛乳との食べ合わせも合理的と言われている。

### 日本での栽培
日本には江戸時代にオランダ人によってもたらされた。イチゴが一般市民に普及したのは1800年代であり、本格的に栽培されたのは1872年（明治5年）からである。イチゴ栽培が一つの産業として行われるようになったのはさらに遅く、第二次世界大戦後少し経ってからである。イチゴは1963年の農林水産統計表の品目に初めて登載された。
日本での生産量は年間約20万トンであり、そのほとんどは温室型の促成栽培で11月から翌年4月までに生産される。5月から10月の生産量は1万トン以下であって、5%に過ぎない。冬から春に実をつける一季成りイチゴに対し、夏から秋にも実の成る品種は四季成りイチゴと呼ばれ、夏イチゴとも呼ばれている。一季成り性品種と四季成り性品種では、花芽分化に関する特性が異なる。
温室型による促成栽培と露地栽培があり収穫時期と期間が異なる。一季成り性品種の露地栽培の場合の収穫期は主に3月から4月頃。連作障害があり1年から4年で圃場を移動する。温室型による促成栽培の場合の収穫期は10月下旬 - 翌年5月頃。ハウス栽培では水耕栽培も行われる。通常は足下の高さの盛り土（畝）に作付けするが、屈んだ作業となり従事者へ肉体的負担が大きいため、置き台などを利用し苗の高さを腰まで上げ負担を軽減するなどの工夫もみられる。多くの場合、寒冷期に収穫するためハウス栽培は必須であり成長適温の20℃前後までの加温を行う。夏秋取り栽培の場合は、遮光栽培も行われる。
日本の露地栽培の場合、ミカン栽培が可能な程度の温暖な地域では開花期は3月から5月で、開花から約1カ月すると収穫可能となる。
- 7 - 9月 苗育成
- 10 - 11月 植付け
- 3 - 5月 開花
- 4 - 5月 収穫

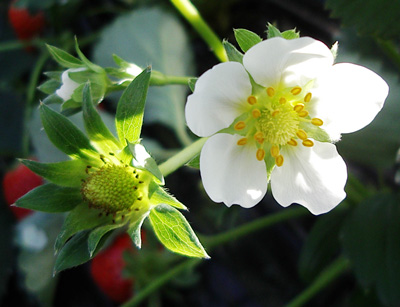
オランダイチゴの花
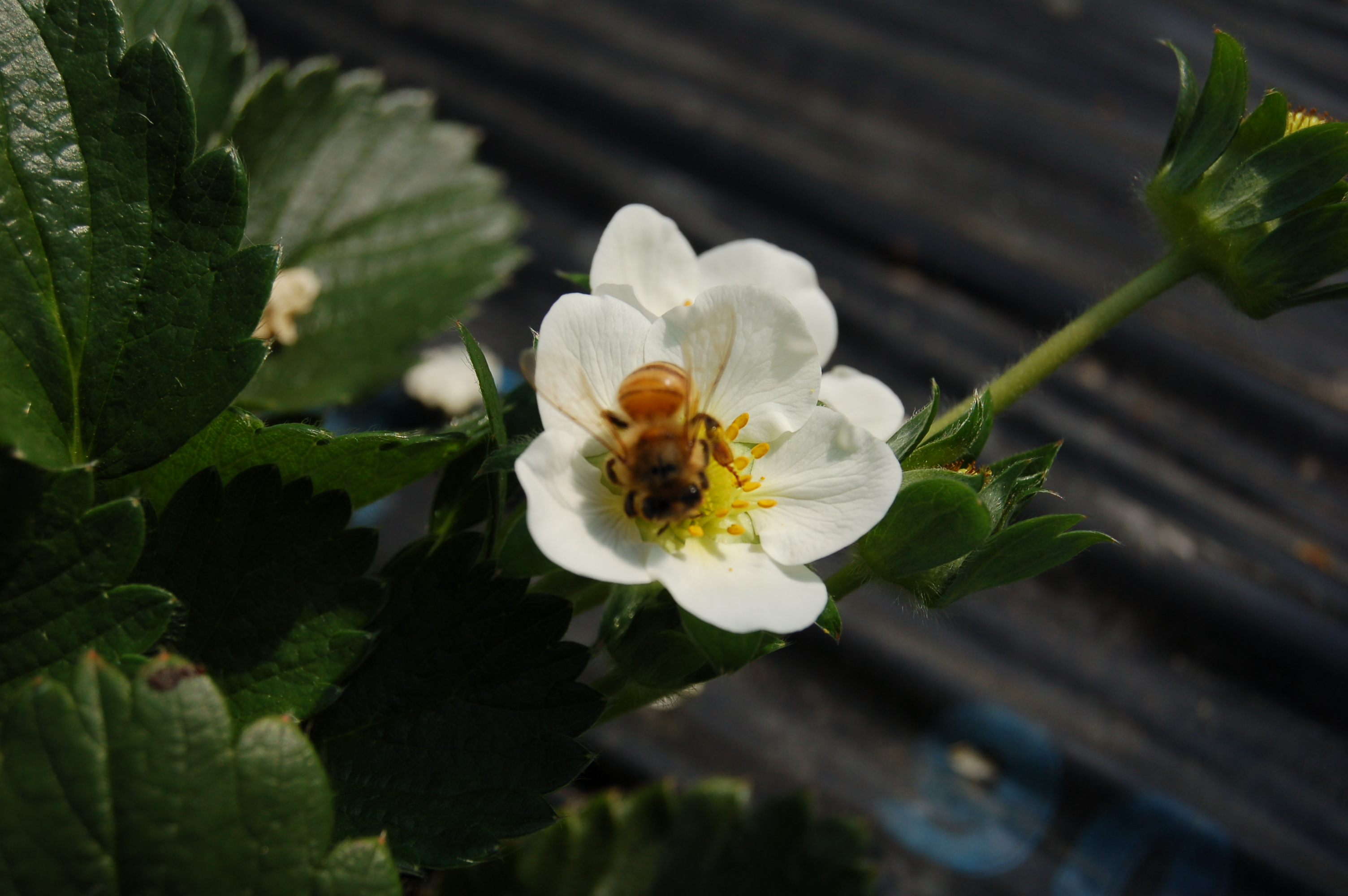
ビニールハウス内で受粉するミツバチ
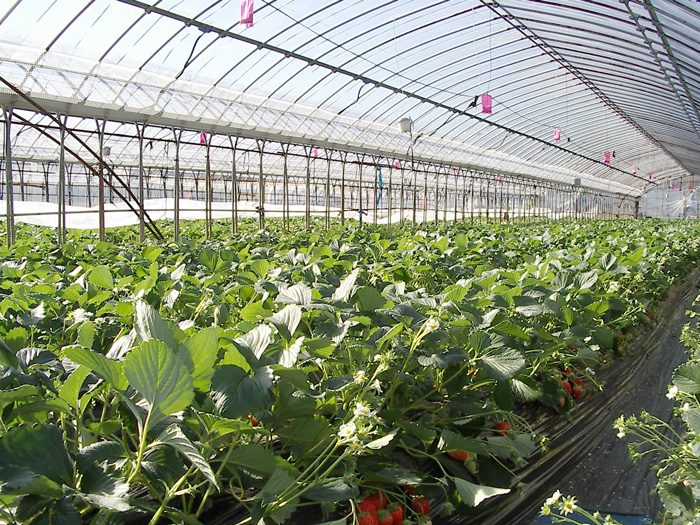
イチゴのハウス栽培

#### 受粉
受粉が均一でない場合、果実の成長はいびつで商品価値の劣る実となってしまう。したがって、露地栽培では自然環境中の生物による受粉だけでなく栽培者が育成するミツバチなどによって受粉が行われる。ハウス栽培ではミツバチだけでなく、ミツバチより低温でもより活動するマルハナバチによる授粉も行われる。イチゴは花の段階で、萼や雄蕊・雌蕊がつく土台となる花托が小さな円錐形を成しているが、これは花に集まったミツバチなどが花托の上でクルクル回ることで確実に受粉するするのを助け、花托が肥大して形のよいイチゴを実らせることにつながっている。

#### 苗の生産育成
苗がウイルスに感染すると根の成長が阻害され、果実の大きさが小さくなる等の障害を起こすため、茎頂培養（成長点培養）によるウイルスフリー苗（メリクロン苗）が種苗専門の生産業者により育成されている。その苗を果実生産者が収穫用の圃場や培地に定植し、実を収穫・出荷する。
一季成り性品種の苗は花芽分化後に低温と日長の休眠期を経ないと成長と開花が行われない。つまり、秋から春に収穫するためには夏に苗を「冷蔵庫に入れる」「高原などの冷涼地で育てる」などの方法で低温処理（春化処理）と遮光で休眠（強制的に冬を）経験させる。この休眠打破処理により開花時期と収穫時期をずらすことが可能になる。この方法を経ないと一季成り性品種で10月下旬 - 翌年5月頃の収穫は行えない。また、新しい苗を毎年植え替えなければならない。促成栽培に最適な休眠温度条件や日長に対する感受性は品種により異なり、土中の窒素分の条件でも変化する。
四季成り性品種では人工的な休眠は行われない。

#### 日本の主な生産地と品種
世界全体のイチゴ品種の半分以上が日本産のものだという説もあり、2019年時点で約300種、以降も新品種が続々と誕生している。
1899年に発表された福羽いちごが日本でのイチゴ品種の第一号である。以降、多数の品種が開発され、栽培されている。
第二次世界大戦以前は、上記の福羽いちごを除けば輸入種による栽培が主体であった。第二次世界大戦後は，1950年前後から戦前からのイチゴ産地で生産が復興しはじめると共に、新たな産地も誕生していった。当初は主に露地栽培が行われており、マーシャル、幸玉などいろいろな品種が栽培されていた。マーシャルは「アメリカ」とも呼ばれた品種であるが来歴は不詳である。幸玉は1940年頃に育成された品種で「八雲」とも呼ばれ、北海道から九州まで広い範囲で栽培されていた。幸玉は酸味が少ないことから「砂糖イチゴ」とも呼ばれていた。マーシャル、幸玉のどちらも露地栽培用の品種であった。民間育成品種である堀田ワンダー（1957年）、農林省園芸試験場久留米支場で育成された紅鶴なども農業用ビニールによるトンネルを用いた半促成栽培や促成栽培では用いられていた。
1949年（昭和24年）頃にアメリカ合衆国カリフォルニア州よりダナー（Donner）が輸入される。最初は千葉県市川市で栽培されていたが、品質が良かったことから全国的に広がり、それまでの主要品種であった幸玉にとって代わった。西日本では1960年（昭和30年）に兵庫県で育成された宝交早生も普及した。
昭和50年代以降、東日本は女峰（1985年）、西日本ではとよのか（1984年）と2大品種が生産量の上位を占める時期が長らく続いた。やがて、東日本では女峰に代わってとちおとめが急速に増え、西日本でもとよのかに代わってさがほのか、あまおう、さちのかへと品種更新が進んでいる。2007年時点では日本国内のJA系統の販売作付け面積では最多の34パーセントがとちおとめ、次いで15ペーセントがさがほのかであり、この2品種で全体の半分を占める。以下、あまおう（11%）、さちのか（10%）、とよのか（8%）、章姫（7%）、女峰（1%）と続いている。
2009年2月2日の時点では登録品種は157種。2016年11月14日の時点では、登録品種は258種、そのうち登録維持されているのは129種。日本産イチゴはほとんどが甘味の強い生食用で、栃木県、福岡県など各地で、新品種が生まれている。大粒の九州産「とよのか」、実がしっかりしている栃木産の「とちおとめ」、酸味が控えめの静岡産「章姫」、香りが強くほどよい酸味の「紅ほっぺ」、大粒品種の「あまおう」など、それぞれに特徴を持たせた品種がよく知られる。
各県独自品種の開発競争は2000年代に始まり、福岡県のあまおうがいち早くブランドを確立している。イチゴの国内産出額は2010年から2020年にかけて21パーセント上昇し、1809億円となっている。イチゴ農家の高齢化や作付け面積の減少もあるなか、農家の所得確保と県産ブランド力の向上につながる独自品種の導入は一層期待が高まっている。
イチゴの収穫量上位15県と生産品種は以下の通り（2019年時点）
1. 栃木県
とちおとめ、とちひめ
2. 福岡県
あまおう
3. 熊本県
ゆうべに、ひのしずく
4. 静岡県
紅ほっぺ、きらぴ香
5. 長崎県
ゆめのか
6. 愛知県
章姫
7. 茨城県
とちおとめ
8. 佐賀県
いちごさん
9. 千葉県
とちおとめ
10. 宮城県
もういっこ
11. 群馬県
やよいひめ
12. 埼玉県
とちおとめ
13. 香川県
さぬきひめ
14. 宮崎県
さがほのか
15. 愛媛県
紅ほっぺ

品種についてはCategory:イチゴの品種も参照のこと。

#### 日本での流通
本来は初夏（5 - 6月）が露地栽培品の旬であるが、1990年代以降はクリスマスケーキの材料としての需要が高まる12月から年末年始にかけて出荷量が最も多くなる傾向がある。逆に、5月を過ぎると流通量と生産量は減る。秋口は露地栽培品とハウス栽培品は端境期であるため、生食用のイチゴはほぼ全量を輸入に頼っているが時間や鮮度の問題があるため、青森県の下北地方では端境期を狙ったイチゴ栽培が盛んになっている。
日本の生鮮イチゴの主な輸入元はアメリカで、ついでニュージーランド、オーストラリアである。冷凍イチゴの主な輸入元は中国で、その他タイ、メキシコ、オランダ、チリなどから輸入されている。生鮮イチゴ、冷凍イチゴの輸出国世界1位はポーランドであり、生鮮イチゴの1年の輸出量は20万トン、冷凍イチゴの輸出高は8400万ドルに及ぶ。韓国も主な輸入先だったが、後述する事件の余波もあり、今日では輸入量は激減している。

### 韓国における日本産品種の栽培
韓国における日本産品種のイチゴの栽培に関して、日本側が日本の育成者権を侵害しているとして問題視している。
2000年代の大韓民国でのイチゴ生産の多くは、日本で開発されたレッドパール、章姫などといった品種であったが、これらは日本側に無断で韓国に持ち出されたり無断で増殖されたものであった。例えばレッドパールと章姫は1990年代に日本の育成者が韓国の一部の生産者に生産と販売を許諾したが、 韓国内で種苗が無断増殖されてその収穫物が日本に輸入されて販売されており、とちおとめは日本から韓国に無断で持ち出されて増殖されてその収穫物が日本に輸入されて販売されていた。これらに対して日本側はレッドパールに関しては日本側の育成者が輸入業者を相手に裁判を起こし、輸入を取りやめることなどを条件に和解しているが、韓国内では2008年時点で無断栽培が横行中であった。
イチゴの栽培に関しては植物新品種保護国際同盟（UPOV条約）により知的財産の概念が導入されており、該当品種栽培が権利化された国で販売する場合、栽培者はその品種の開発者に対して栽培料（ロイヤリティ）を支払うこととなっている。UPOV条約では条約批准国は10年以内に全植物を保護の対象としなければならないと定められている。韓国は2002年にUPOV条約に批准しており、日本側は韓国側に累次に渡りイチゴを含めた全植物の保護をできるだけ早く実行するよう要請したが、韓国はこの要請を無視し続けた。韓国は当初は2006年までにイチゴを保護対象とすることを表明したが、後に2009年に延長し、2009年にイチゴを除く全植物を保護対象とし、2012年の最終年になってようやくイチゴを保護対象とした。この間、韓国の生産者は日本側にロイヤリティーを支払わずに韓国で生産した日本産品種を日本に輸出していた。
2012年には韓国でもイチゴを含む全植物が保護対象となるのだが、日本から流出した品種、章姫、レッドパール、とちおとめ等を交配して、雪香、苺香、錦香等が開発され、2012年に韓国内で品種登録された。韓国の聯合ニュースは「韓国で開発したイチゴ新品種の国内栽培比が日本品種を追い越した」「国内品種の栽培率が高まったのは、日本品種に比べておいしい上に収穫量が多く、病害虫に強くて栽培技術も安定化されたため」と報じた。実際、2010年代の韓国産品種の輸出量は日本産品種の輸出量を圧倒しており、農林水産省は日本産品種を交配して作られた韓国産品種がアジア市場に流れたことにより、日本のイチゴ業界は5年間で最大220億円分の輸出機会を失ったと推計している。ちなみに、2006年の日本の韓国産イチゴの輸入量は2001年に比較して12%まで減少した。その後、事件の余波もあり2016年時点は1%程度にまで落ちている。
これらの問題を受け、2020年の種苗法改正の動きとなった。種苗法#令和2年の一部改正参照。

### 植物工場での栽培
日清紡ホールディングスが2011年に完全制御型植物工場による1万株規模のいちご栽培を国内で初めて成功させたのち、栽培設備を各地の事業所に導入して生産を拡大させた。2013年には新潟の建設会社が「いちごカンパニー」を設立、2014年にはロームが参入、2017年には技術提供を受けた沖縄セルラー電話が沖縄県大宜味村でイチゴの植物工場を操業開始し、美ら島ベリーのブランド名で販売している。2018年にはNTT西日本・NTTスマイルエナジーがトライアルを開始するなど、業者が拡大している。
アメリカにも日本系の「Oishii Farm」がニュージャージー州に初のイチゴ植物工場を設立した。

## 参考画像

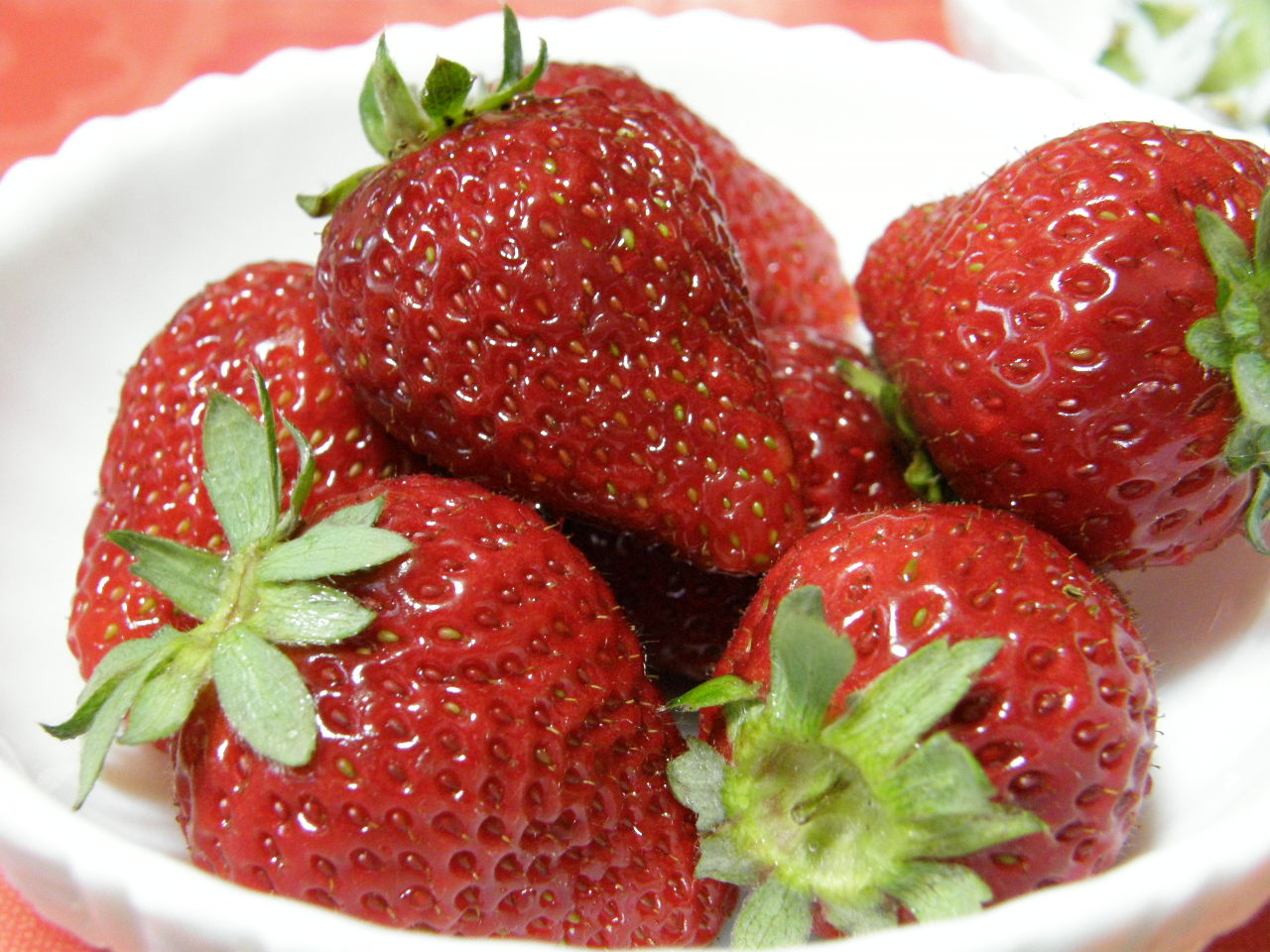
日本でのイチゴの代表的品種「とよのか」
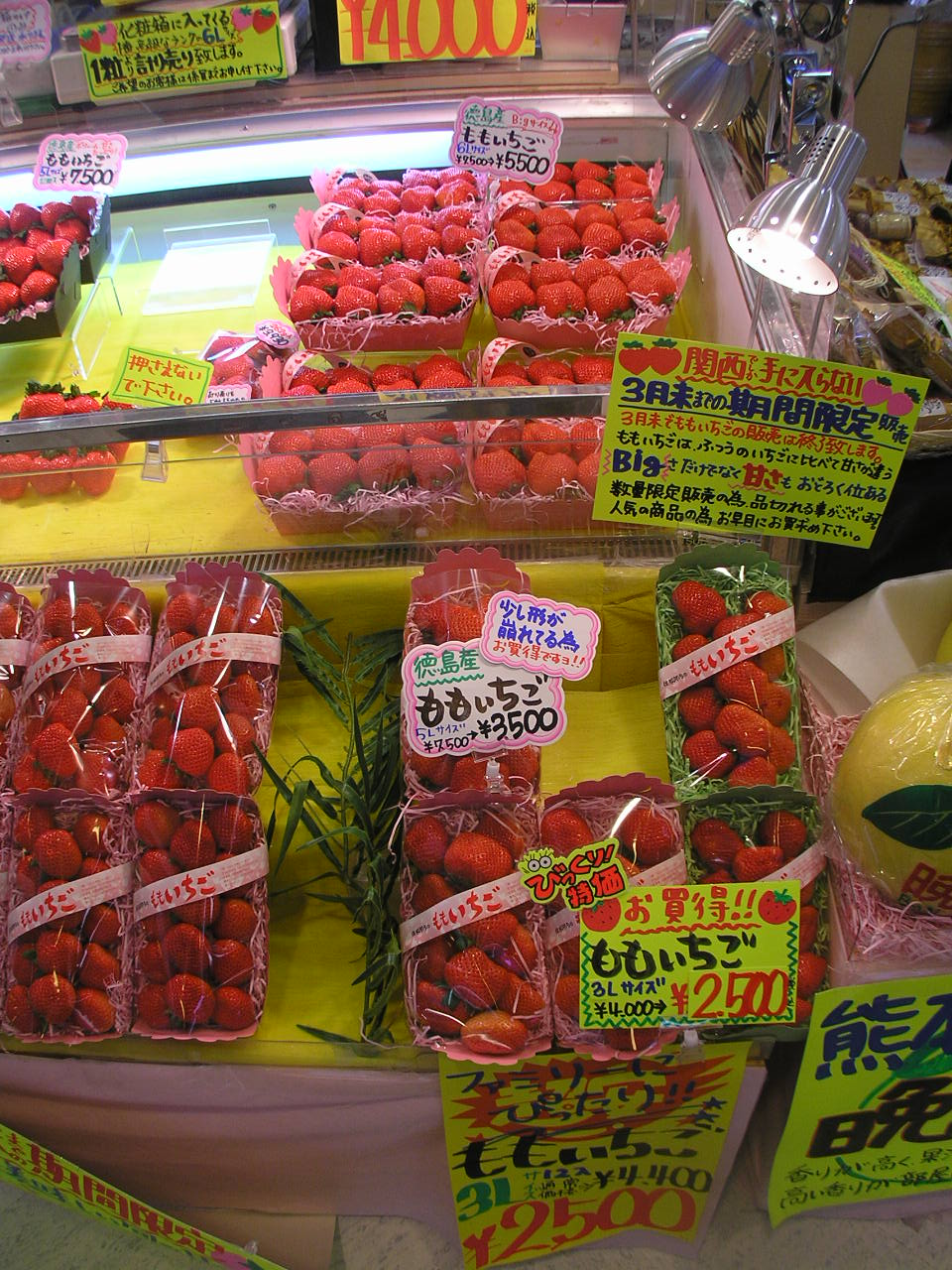
徳島県のわずか30数軒の農家で栽培されるという「ももいちご」
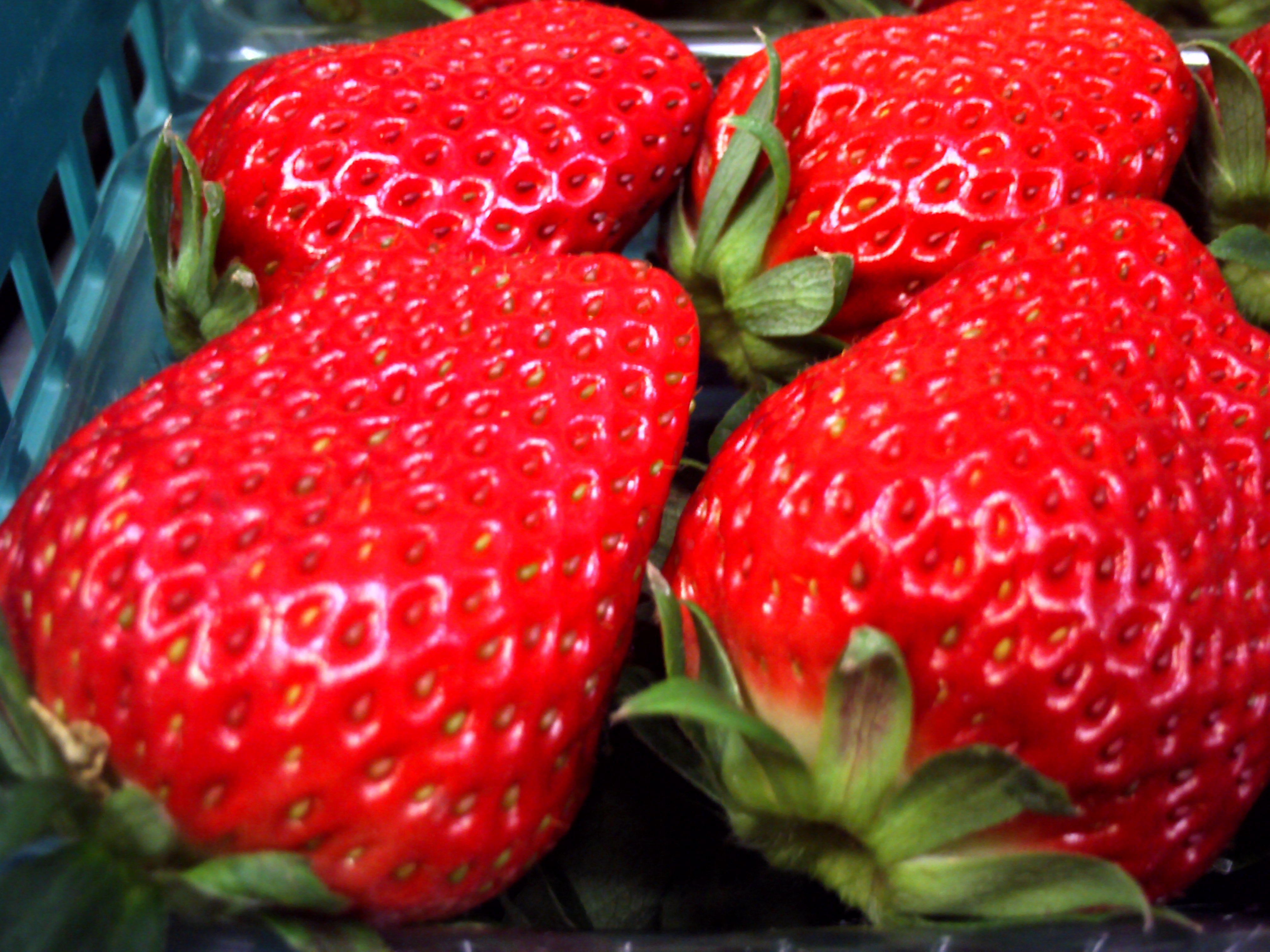
福岡県産「さちのか」
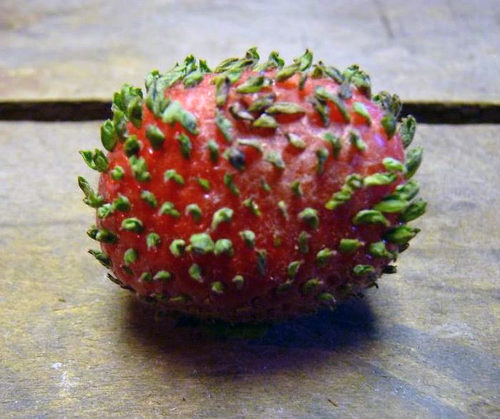
花托表面の痩果が個々に発芽した様子

## 自治体の果実
- 栃木県鹿沼市